# 系統基礎晶片

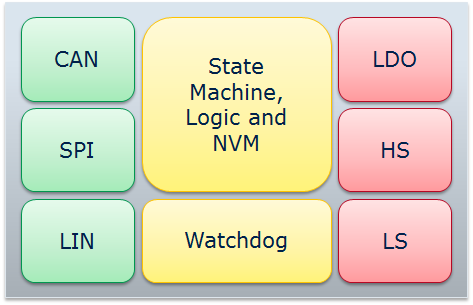
系統基礎晶片的例子，其中包括了通訊介面（綠色）、中心邏輯（黃色）、以及電壓調整器（LDO）的輸出（紅色），高壓側（HS）及低壓側（LS）的切換開關

系統基礎晶片（system basis chip）簡稱SBC，是汽車電子的集成电路，特點是在單一裸晶包括幾種电子控制器（ECU）功能
系統基礎晶片一般會包括數位的標準功能（例如通訊協定介面），以及類比或是功率相關的機能，會稱為智慧電源（smart power），因此系統基礎晶片會以特定的智慧電源技術平台為基礎。
系統基礎晶片的功能可能會有：
- 稳压器
- 電源管理IC
- 監控功能
- 重置信號產生器
- 看門狗功能
- 網路介面，例如LIN、控制器區域網路（CAN）等
- 喚醒邏輯
- 功率開關

系統基礎晶片的複雜程度不同，最簡單的可能是簡易的硬體設備，複雜的可是可設定組態的狀態機控制裝置（可能透過SPI控制）。
許多主流的汽車電子供應商都有SBC的產品。

## 外部連結
- 正確理解汽車電子設計：系統基礎晶片